# 北穆伊斯克
北穆伊斯克（羅馬化：Severomuysk）是俄罗斯布里亚特共和国的工人村（市级镇），属穆亚区，位于穆亚河支流穆亚坎河（Муякан）畔附近，在区行政中心塔克西莫西。
该地2021年人口有670人；2010年人口2,198；2002年人口4,035；1989年人口9,685。